# مومبتسو، هوکایدو
مومبتسو در استان هوکایدو در کشور ژاپن واقع شده‌است که دارای جمعیت ۲۵٬۸۷۳ نفر و مساحت ۸۳۰٫۷۰ کیلومتر مربع با تراکم جمعیت ۳۱٫۱ نفر در کیلومترمربع است و در تاریخ ۱ ژوئیه ۱۹۵۴ به عنوان شهر شناخته شد.